# Giảo Cường
Giảo Cường (chữ Hán: 佼彊, ? - ?), người quận Sơn Dương, Duyện Châu , thủ lĩnh quân phiệt cuối đời Tân, đầu đời Đông Hán.

## Cuộc đời và sự nghiệp
Có thuyết nói rằng Cường là hậu duệ của đại phu Nguyên Bá Giảo đời Chu .
Ban đầu Cường cát cứ huyện Tây Phòng, quận Sơn Dương. Thời Canh Thủy, Lương vương Lưu Vĩnh nhiệm mệnh Cường làm Hoành hành tướng quân. Năm Kiến Vũ thứ 2 (26), Lưu Vĩnh bị quân Hán đánh bại, chạy đến huyện Tiếu, quận Bái, kêu gọi các nơi cứu viện. Cường cùng Tô Mậu, Chu Kiến đưa quân đến giúp, bị tướng Hán là Cái Duyên đánh bại. Cường và Chu Kiến chạy đi huyện Hồ Lăng, quận Sơn Dương. Năm sau (27), Lưu Vĩnh bị giết, Cường chạy về Tây Phòng. Năm thứ 4 (28), con Lưu Vĩnh là Lưu Hu chạy đến Tây Phòng. Mùa xuân năm thứ 5 (29), tướng Hán là Đỗ Mậu vây Tây Phòng, Cường không địch nổi, đưa Lưu Hu chạy đi quận Đông Hải nương nhờ Đổng Hiến. Tháng 6 ÂL cùng năm, Cường theo bọn Đổng Hiến rời Hạ Bi, lui về Lan Lăng, Hiến sai Cường và Tô Mậu đi giúp Bàng Manh đánh Đào Thành thuộc huyện Nhiệm Thành, quận Đông Bình. Bọn Cường bị tướng Hán là Ngô Hán đánh bại, chạy trốn suốt đêm về chỗ Đổng Hiến. Sau khi bọn Hiến tiếp tục thua trận, Cường đầu hàng quân Hán.
Không rõ hậu sự của Cường.